# Семяниці (Поморське воєводство)
Семяниці (пол. Siemianice) — село в Польщі, у гміні Слупськ Слупського повіту Поморського воєводства.
Населення — 1891 особа (2011).
У 1975-1998 роках село належало до Слупського воєводства.

## Демографія
Демографічна структура станом на 31 березня 2011 року:
|          | Загалом | Допрацездатний вік | Працездатний вік | Постпрацездатний вік |
| -------- | ------- | ------------------ | ---------------- | -------------------- |
| Чоловіки | 954     | 234                | 669              | 51                   |
| Жінки    | 937     | 220                | 604              | 113                  |
| Разом    | 1891    | 454                | 1273             | 164                  |